# Henrieta Todorowa

Henrieta Todorowa (2011)

Henrieta Todorowa (wissenschaftliche Transliteration Henrieta Todorova, bulgarisch Хенриета Тодорова; * 25. Februar 1933 in Sofia; † 12. April 2015 ebenda) war eine bulgarische Prähistorikerin.

## Leben
Henrieta Todorowas Geburtsname war Henrieta Theodor Blank. Sie wurde am 25. Februar 1933 in Sofia, Königreich Bulgarien, als Tochter der deutsch-bulgarischen Eheleute Theodor Blank (Hugo Carl Theodor Blank) und Maria Statkowa geboren. Sie hatte eine jüngere Schwester namens Elsa. Nach dem Einmarsch der Roten Armee in Bulgarien und dem politischen Umsturz am 9. September 1944 änderte sie ihr Patronym von Theodor zu Todorowa.
Anfang der 1950er Jahre heiratete sie den aus der Slowakei stammenden Augustin Weis, mit dem sie einen Sohn namens Ivan bekam – den späteren bulgarischen Archäologen Ivan Vajsov. Nach der Auflösung der Ehe behielt sie den Nachnamen Waisowa. In zweiter Ehe war sie mit Jordan Simeonow verheiratet, mit dem sie eine Tochter namens Iweta hatte. Auch diese Ehe wurde später geschieden.
Henrieta Todorowa begann ihre akademische Ausbildung an der Universität Sofia. 1954 schloss sie ihr Studium mit den Schwerpunkten Geschichte und Philosophie an der Comenius-Universität Bratislava in Bratislava ab. Ihre Promotion erfolgte 1964 am Archäologischen Institut der Slowakischen Akademie der Wissenschaften in Nitra mit einer Dissertation zum Thema Keramik aus der Jungsteinzeit in Thrakien und Nordostbulgarien. Betreut wurde sie dabei von Antonín Točík. Im selben Jahr promovierte sie zudem an der Comenius-Universität Bratislava.
Ab 1967 war sie am Nationalen Archäologischen Institut mit Museum der Bulgarischen Akademie der Wissenschaften (NAIM-BAS) tätig – eine Institution, mit der ihr wissenschaftliches Wirken fortan untrennbar verbunden war.
1978 verteidigte Henrieta Todorowa ihre Habilitationsschrift zum Thema Die Kupferzeit in Bulgarien und wurde daraufhin zur leitenden wissenschaftlichen Mitarbeiterin ersten Grades am NAIM–BAS ernannt. Bereits von 1977 bis 1979 war sie wissenschaftliche Sekretärin des Geschichtszentrums der Bulgarische Akademie der Wissenschaften. Sie gründete die Problemgruppe für interdisziplinäre Forschung am Archäologischen Institut, aus der später die Abteilung für interdisziplinäre Forschung am NAIM–BAS hervorging, deren Leitung sie von 1978 bis 1990 innehatte.
Von 1989 bis 1993 war Todorowa stellvertretende Direktorin des NAIM–BAS unter Welisar Welkow Zudem war sie von 1982 bis 1994 Mitglied des Wissenschaftlichen Rates des Instituts.
Zwischen 1982 und 2000 sowie erneut von 2004 bis 2010 war sie Mitglied des Fachrates für Alte Geschichte, Archäologie und Ethnographie der Higher Attestation Commission. Darüber hinaus gehörte sie von 1984 bis 1994 der Historischen Kommission dieser Einrichtung an.
Henrieta Todorowa verstarb am 12. April 2015 im Alter von 82 Jahren in Sofia. Ihrem Wunsch entsprechend wurde ihr Leichnam eingeäschert, ein Teil ihrer Asche im Durankulak-See in Bulgarien verstreut.

## Wissenschaftliche Tätigkeit
Henrietta Todorowa gehört zu den international bekanntesten bulgarischen Archäologen. Sie ist Autorin von 18 Monographien, über 150 Studien, Artikeln, Berichten und Rezensionen, die in Bulgarien und im Ausland veröffentlicht wurden. Sie veröffentlicht auf Bulgarisch, Englisch, Französisch, Deutsch, Italienisch, Russisch und Slowakisch unter den Namen Henrieta Vajsová, Henrieta Todorova-Simeonova und Henrieta Todorova.
Sie beschäftigte sich mit den Epochen der Jungsteinzeit (Neolithikum), Kupferzeit (Chalkolithikum oder Äneolithikum), Bronzezeit sowie der Klassischen Antike und dem frühen Mittelalter. Ihre Forschungsinteressen waren unter anderem die frühe Metallurgie, Klimaveränderungen und ihre Auswirkungen auf das menschliche Leben, prähistorische Gesellschaften und ihre Transformation als Folge kultureller Beziehungen. Sie benannte vieler prähistorischer Kulturen in Bulgarien, darunter die neolithischen Kulturgruppen Usoe, Sava und Ovcharovo sowie die kupferzeitlichen Gruppen Polyanitsa, Varna und den Kulturkomplexes Kojadermen-Gumelnitsa-Karanovo VI (KGK VI). Anhand der Funde von Polyanitsa-platoto definierte sie das frühesten Neolithikum in Nordbulgarien und übertrug den Begriff des sogenannten „Monochromen Neolithikums“ auf den Balkanraum. Dieser aus dem Neolithikum Anatoliens abgeleitete Terminus ist in der Folge viel diskutiert worden und wird heutzutage nicht mehr verwendet. Außerdem definierte sie die sogenannte Übergangszeit vom Äneolithikum zur Bronzezeit für die bulgarischen Gebiete. Charakteristisch für Henrieta Todorovas wissenschaftliche Arbeit ist die Untersuchung archäologischer Daten in einem größeren überregionalen Zusammenhang und die Interpretation von archäologischen Funden und Fundplätzen als historische Quellen. Bedeutend sind auch ihre Beiträge zur Erforschung der frühesten Metallurgie auf dem Balkan. Zu ihren Lebzeiten betrachtete sie die Ergebnisse der Untersuchung der prähistorischen Siedlung und der Bestattungsplätze dei dem Dorf Durankulak in Nordostbulgarien als eine ihrer bedeutendsten Errungenschaften.
Sie organisierte Veranstaltungen und hielt Vorlesungen an der Universität Sofia „St. Kliment Ohridski“, der Neuen Bulgarische Universität und der Veliko Tarnovo Universität „St. St. Cyril und Methodius“. Sie hielt auch in Deutschland zahlreiche öffentliche Vorträge über die bulgarische und südosteuropäische Vorgeschichte, unter anderem in Berlin, Frankfurt, Köln und Heidelberg. Todorowa war Gastprofessorin an mehreren Universitäten: 1988 in Bonn; 1990 an der Hacettepe-Universität in Ankara; 1999–2000 in Freiberg und 2007–2008 in Heidelberg.
Henrietta Todorowa war Teilnehmerin zahlreicher internationaler wissenschaftlicher Kongresse, Symposien und Konferenzen. Von 1979 bis 1996 war sie Mitglied der Leitung des Internationalen Wissenschaftsforums „Probleme der Vorgeschichte des unteren Donauraums“. Sie nahm an 14 seiner internationalen Symposien teil: 2 in der Slowakei, 2 in der Tschechischen Republik, 2 in Ungarn, 2 in Italien, 2 in Georgien, 2 im ehemaligen Jugoslawien und 2 in Griechenland. Sie war Organisator von drei internationalen Symposien zur Vorgeschichte in Bulgarien: 1978 Pulpudaeva Praehistoricus in Plovdiv, 1988 Pontus Praehistoricus in Dobritsch und 2004 Strymon Praehistoricus in Kyustendil–Blagoevgrad–Syar–Amphipolis.
Im Zeitraum 1984–1986 beschäftigte sich Todorowa im Rahmen eines Projektes der Bayerischen Akademie der Wissenschaften mit den prähistorischen Funden der Altgrabung in Sadovets, bei Pleven. Diese wurde in den Jahren 1936–37 durchgeführt und von deutscher Seite nahm Gerhard Bersu daran teil. Von 1993 bis 1998 beteiligte Todorowa sich an einem Projekt der Max-Planck-Institute in Mainz und Heidelberg zur Erforschung der frühesten Metallurgie in Bulgarien. Von 1993 bis 2007 war sie von bulgarischer Seite Leiterin des griechisch-bulgarischen Grabungsprojektes in Promachon-Topolnica.
Henrietta Todorowa war Herausgeberin der dreibändigen Monographienreihe zu dem unter ihrer Leitung freigelegten Fundplätzen bei Durankulak und bis Mitglied der Redaktion des „Sbornik Dobrudja“. Zeitweise war sie auch Chefredakteurin der in Sofia erscheinenden Fachzeitschrift „Studia Praehistorica“.

## Mitgliedschaften
Sie war korrespondierendes Mitglied der Bulgarischen Akademie der Wissenschaften (2004), korrespondierendes Mitglied des Deutschen Archäologischen Institutes (1978) und ausländisches Mitglied der Leibniz-Sozietät der Wissenschaften zu Berlin (2007).